# 마코땃쥐
마코땃쥐(Crocidura macowi)는 땃쥐과에 속하는 포유류의 일종이다. 케냐 고유종으로 케냐 북부 지역 낭이로산에서만 알려져 있다.